# Narfi
 (janvier 2025).
- Si vous ne connaissez pas le sujet, laissez ce bandeau (vous pouvez alors contacter les auteurs).
- Si vous supprimez le contenu mis en cause (vous pouvez préalablement contacter les auteurs),

argumentez précisément cette suppression dans la page de discussion
(un manque de référence n'est pas un argument ; une recherche réelle de référence doit avoir été effectuée, être formellement documentée).
Narfi (en vieux norrois : Nörfi), également connu sous le nom de Narvi, Nari, Neri, Nori, Norvi, Nörvi, Njörfi, Njörvi, Naurvi, Naurr ou encore Nörr est un géant de la dans la mythologie nordique, selon certaines sources le fils de Loki ainsi que le père de Nótt, la personnification de la nuit.

## Biographie

### Fils de Loki
Dans le Gylfaginning de l'Edda de Snorri écrite par Snorri Sturluson au XIIIe siècle, Narfi, aussi connu sous le nom de Nari ou de Narvi, est le fils de Loki et de Sigyn qui fut tué pour punir Loki de ses crimes. Les dieux ont changé le frère de Narfi, Vali, en loup afin qu'il lui arrache la gorge. Ses entrailles furent par la suite utilisées afin de ligoter Loki à des pierres jusqu'au Ragnarök.
Cependant, dans le poème Lokasenna de l'Edda poétique, les tripes de Nari sont utilisées pour ligoter Loki pendant que Narfi est changé en loup. Il n'est pas vraiment clair si Nari et Narfi sont la même personne et si Vali est un autre nom pour Nari ou Narfi.

### Père de Nótt
Dans le Gylfaginning, tiré de l'Edda de Snorri, Nörfi est le père de Nótt, qui est la personnification de la nuit.
Il n'a pas été stipulé clairement par Snorri Sturluson si c'est le même Narfi qui est le fils de Loki.

Cependant, dans l'Edda poétique, le père de Nótt est appelé Nörr (à ne pas confondre avec Nór). En anglo-saxon, « Nörr » fait référence à narouua qui signifie « nuit ».

## Famille

### Mariage et enfants
De son union avec Sigyn, il eut selon certaines sources : 
- Nótt

### Sources
- (en) Cet article est partiellement ou en totalité issu de l’article de Wikipédia en anglais intitulé « Narfi » (voir la liste des auteurs).